# 金正淑郡
金正淑郡（：／ Kimjŏngsuk gun */?）是朝鮮民主主義人民共和國兩江道中西部的一個郡，北隔鴨綠江與中國吉林省相望，長津江在金正淑郡注入鴨綠江。最高點是海拔2,185公尺的稀塞峰。面積1,242.9平方公里，2008年人口42,618人。下分1邑、2勞動者區、22里。

## 歷史
原為咸鏡道三水郡的一部份，1952年設新坡郡（신파군），1954年被劃入兩江道。1981年改以朝鮮國家主席金日成的第二任妻子、朝鮮勞動黨總書記金正日生母金正淑命名。